# Theresa Underberg
Kira Theresa Beatrice Frederike Felicitas Cornelia Maria „Resi“ Underberg (* 6. Mai 1985 in Hamburg) ist eine deutsche Schauspielerin und Hörspielsprecherin.

## Leben
Underberg stammt aus der Unternehmerfamilie Underberg und steht bereits seit ihrer Kindheit vor der Kamera. Sie arbeitete mit dem Fotografen Werner Bokelberg zusammen und fungierte als Kindermodel für den Modekonzern Peek & Cloppenburg sowie den Otto-Katalog.
Seit 1998 arbeitet sie als Synchronsprecherin, zunächst für Fernsehwerbung. Seit 1998 synchronisiert sie Film- und Fernsehproduktionen wie die Serie Auf der Suche nach der Schatzinsel, in der sie die Thea Hawkins spricht. Seit 1999 spricht sie die Rolle der Anne in der Hörspielserie Fünf Freunde.
Nach ihrem Abitur an der Sophie-Barat-Schule Hamburg arbeitete Theresa Underberg als Radio- und TV-Moderatorin für den Regionalsender Antenne West. Im Anschluss absolvierte sie ein Volontariat zur TV-Redakteurin bei einer Film- und Fernsehproduktion in Köln.
In der Rolle der Lydia Gräfin von Lahnstein war sie vom 16. Januar 2008 bis zum 29. März 2011 in der ARD-Vorabendserie Verbotene Liebe zu sehen. Während dieser Zeit drehte sie für Matthias Schweighöfers Regiedebüt What a Man, in dem sie die Rolle der Stine spielte. 2011 lieh sie in der ZDF-Krimireihe SOKO Köln in der Folge Ein Schuss kein Tor der Rolle Frauke Papke ihr Gesicht. Underberg spielte neben Wolke Hegenbarth die Hauptrolle in der Sat.1-Serie Es kommt noch dicker. Seit 2013 spielt sie in der humoristischen ZDF-Krimireihe Friesland die Apothekerin und Hobby-Forensikerin Insa Scherzinger. Von 2015 bis 2017 war sie in der ZDF-Krankenhausserie Bettys Diagnose in 48 Episoden als Krankenpflegerin Lizzy Riedmüller zu sehen.
Theresa Underberg lebt in Hamburg. Sie ist seit Juni 2021 verheiratet und Mutter von zwei Kindern (* 2020 und 2023).

## Filmografie (Auswahl)

### Schauspielarbeiten

#### Filme
- 2011: What a Man
- 2012: Yoko
- 2013: Vorzimmer zur Hölle III – Plötzlich Boss
- 2014: Die Staatsaffäre
- 2014: Ein Sommer in Island
- 2015: Macho Man

#### TV-Serien und -Reihen
- 2008–2011: Verbotene Liebe (554 Folgen)
- 2012: SOKO Köln (Folge Ein Schuss, kein Tor)
- 2012: Es kommt noch dicker (7 Folgen)
- 2013: Tatort: Allmächtig (Fernsehreihe)
- 2013: Mord in bester Gesellschaft: In Teufels Küche (Fernsehreihe)
- 2013: Heiter bis tödlich: Zwischen den Zeilen (2 Folgen)
- seit 2013: Friesland (Fernsehreihe)
  - 2014: Mörderische Gezeiten
  - 2015: Familiengeheimnisse
  - 2016: Klootschießen
  - 2017: Irrfeuer
  - 2017: Krabbenkrieg
  - 2018: Der Blaue Jan
  - 2018: Schmutzige Deals
  - 2019: Asche zu Asche
  - 2019: Hand und Fuß
  - 2020: Aus dem Ruder
  - 2020: Gegenströmung
  - 2021: Haifischbecken
  - 2021: Bis aufs Blut
  - 2022: Unter der Oberfläche
  - 2022: Prima Klima
  - 2022: Fundsachen
  - 2023: Artenvielfalt
  - 2023: Landfluchten
  - 2023: Feuerteufel
  - 2024: Sterneduell
  - 2024: Sturmmöwen
  - 2025: Abdrift
- 2014: Inga Lindström – Sommerlund für immer (Fernsehreihe)
- 2014: Heiter bis tödlich: Morden im Norden (Folge Sprengstoff)
- 2014: SOKO Stuttgart (Folge Die Tote auf dem Eis)
- 2015–2017: Bettys Diagnose (48 Folgen)
- 2017: Zarah – Wilde Jahre (4 Folgen)
- 2018: SOKO Hamburg (Folge Hansa Harmonia)
- 2018: SOKO Donau (Folge Stimmen)
- 2018: Die Pfefferkörner (Folge Das Wunderkind)
- 2018: Wilsberg: Morderney (Fernsehreihe)
- 2019: Jenny – echt gerecht (2 Folgen)
- 2019: Die Chefin (Folge Gier)
- 2020: Wilsberg: Wellenbrecher
- 2020: Charlotte Link – Die Entscheidung (Fernsehreihe)

### Synchronarbeiten
- 1998–2000: Auf der Suche nach der Schatzinsel als Thea Hawkins (Fernsehserie)

## Hörspiele (Auswahl)
- 1995: TKKG (Folge 92) – Der grausame Rächer als Regina
- 1997: Dagmar Scharsich: Radieschen von unten – Regie: Corinne Frottier (NDR)
- 1998: Diane Samuels: Kindertransport – Regie: Ulrike Brinkmann (NDR)
- seit 1999: Fünf Freunde (ab Folge 30) als Anne Kirrin
- 2003: Die drei ??? (Folge 109) – Gefährliches Quiz als Clarissa
- 2003: Hanni und Nanni (Folge 16) als Betty
- seit 2015: Die jungen Detektive als Emma
- 2015: Die drei ??? (Folge 175) – Schattenwelt: Teuflisches Duell (A) als Barfrau
- 2021: TKKG (Folge 220) – Attentat am Gämsengrat als Alice
- 2021: Die drei ??? (Folge 213) – Der Fluch der Medusa als Claire Delaney
- 2022: Die drei ??? – Eine schreckliche Bescherung als Engel